# Грозненская ТЭС

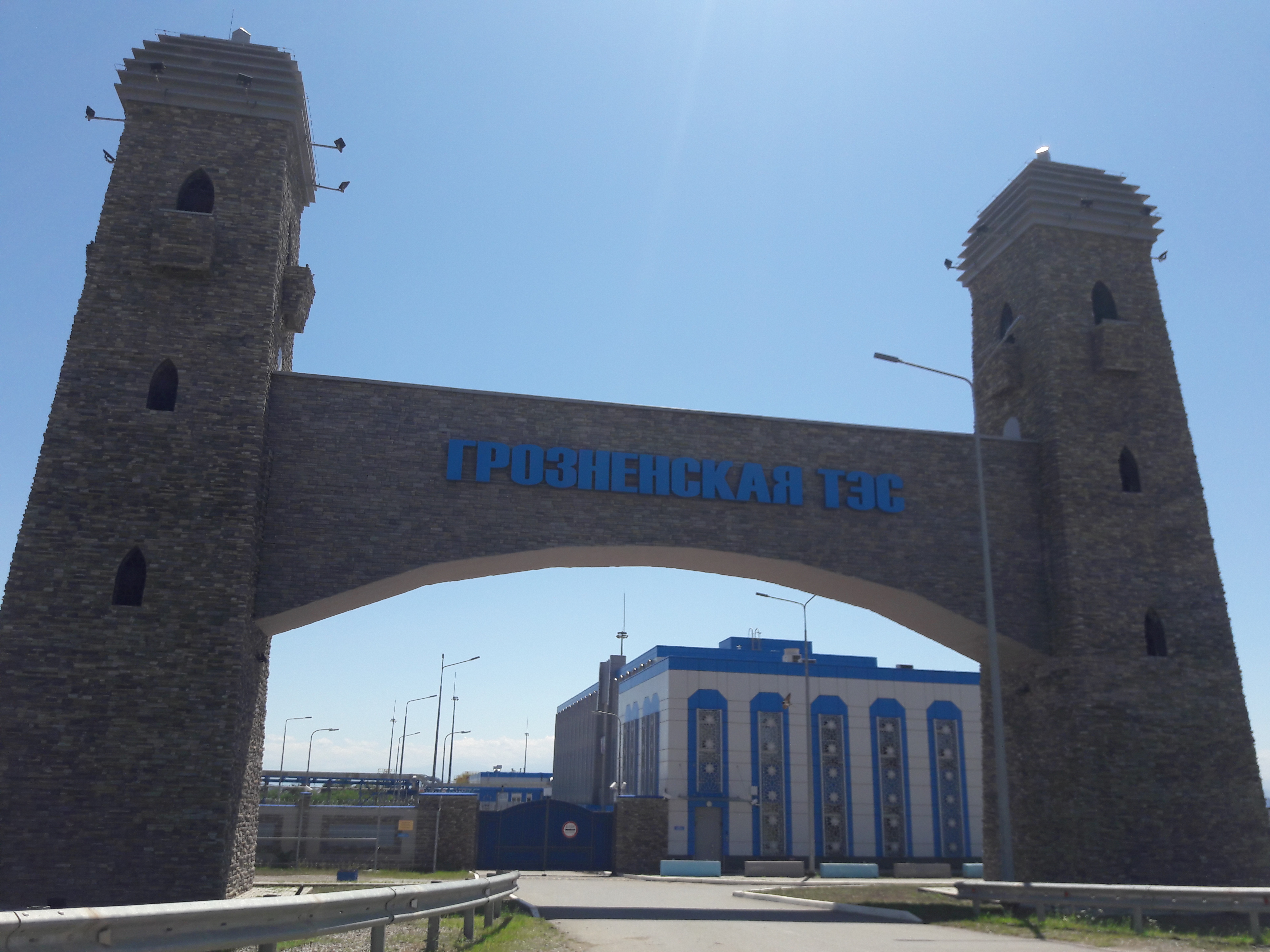
Въезд на территорию ТЭС

Грозненская ТЭС — тепловая электростанция, построенная в городе Грозном Чеченской Республики. Строительство осуществлено по программе договоров о предоставлении мощности. Эксплуатирующая организация Грозненской ТЭС — ПАО «ОГК-2» (Группа «Газпром энергохолдинг»).

## История
В феврале 2015 года строительство двух газотурбинных установок в Грозном суммарной мощностью 360 МВт было включено в перечень генерирующих объектов, с использованием которых будет осуществляться поставка мощности по договорам о предоставлении мощности (ДПМ), гарантирующим инвесторам возврат вложенных инвестиций. В отличие от большинства объектов ДПМ, новая электростанция не входила в первоначальный перечень, площадка была перенесена с Кудепстинской ТЭС — несостоявшегося проекта строительства ТЭС в Краснодарском крае.
Инвестор — ООО «Газпром энергохолдинг», заказчик-застройщик — ООО «ГЭХ инжиниринг», проектировщик — ООО «Мосэнергопроект», генеральный подрядчик — АО «ТЭК Мосэнерго».
В феврале 2017 года было начато строительство, и 19 декабря 2018 года после успешного прохождения комплексных испытаний в эксплуатацию был введен первый энергоблок Грозненской ТЭС. Таким образом, на территории Чеченской Республики впервые после войны начала производиться электрическая энергия.
Второй энергоблок Грозненской ТЭС был введен в эксплуатацию 28 июня 2019 года.

## Описание
Новая электростанция работает в составе Единой энергетической системы России. Установленная электрическая мощность Грозненской ТЭС в соответствии с договором ДПМ — 360 МВт. Проектное топливо — магистральный природный газ.
В состав каждого энергоблока входит газотурбинная установка мощностью 180 МВт. Выдача мощности осуществляется через блочные трансформаторы мощностью 200 МВА и 125 МВА, присоединённые к распределительному устройству 110 кВ.

## Интересные факты
- Грозненская ТЭС расположена на месте, где раньше располагалась Грозненская ТЭЦ-3, разрушенная в период боевых действий 1994—1996 годов.